# 赖朗格普尔
赖朗格普尔（Rairangpur），是印度奥里萨邦Mayurbhanj县的一个城镇。总人口21682（2001年）。

## 人口
该地2001年总人口21682人，其中男性11062人，女性10620人；0—6岁人口2548人，其中男1269人，女1279人；识字率72.11%，其中男性为78.58%，女性为65.36%。